# タイラー・アレクサンダー
- タイラー・アレキサンダー

タイラー・ジョン・アレクサンダー (Tyler John Alexander, 1994年7月14日 - ) は、アメリカ合衆国イリノイ州シカゴ出身のプロ野球選手 (投手)。左投右打。MLBのシカゴ・ホワイトソックス所属。

## 経歴

### プロ入り前
高校時代、2013年のMLBドラフト23巡目（全体696位）でデトロイト・タイガースから指名を受けたが、契約を拒否してテキサスクリスチャン大学に進学した。

### プロ入りとタイガース時代
2015年のMLBドラフト2巡目（全体65位）で再びタイガースから指名され、今度は契約に合意してプロ入りした。契約後、傘下のA-級コネチカット・タイガース（現：ノーウィッチ・シーユニコーンズ）でプロデビューし、37回を投げて防御率0.97を記録した。
2016年はA+級レイクランド・フライングタイガースとAA級エリー・シーウルブズでプレーし、2チーム合計で25試合（先発24試合）に登板して8勝8敗、防御率2.44、105奪三振を記録した。
2017年はAA級エリーでプレーし、27試合（先発26試合）に登板して8勝9敗、防御率5.07、120奪三振を記録した。
2018年はAA級エリーとAAA級トレド・マッドヘンズでプレーし、2チーム合計で26試合（先発24試合）に登板して6勝8敗、防御率4.44、95奪三振を記録した。
2019年7月3日にメジャー契約を結んでアクティブ・ロースター入りし、同日行われたシカゴ・ホワイトソックス戦でメジャーデビューを果たした。その後、9月16日のボルチモア・オリオールズ戦でメジャー初勝利を記録した。この年メジャーでは13試合（先発8試合）に登板して1勝4敗、防御率4.86、47奪三振を記録した。
2020年8月2日のシンシナティ・レッズ戦で3回表から2番手として救援登板し、救援投手としてはMLB最多記録となる9者連続奪三振を記録した。この年は14試合（先発2試合）に登板して2勝3敗、防御率3.96、34奪三振を記録した。
2021年は41試合（先発15試合）に登板して2勝4敗、防御率3.81、87奪三振を記録した。
2022年は27試合（先発17試合）に登板して4勝11敗、防御率4.81、61奪三振を記録した
。
2023年は25試合（先発1試合）に登板して2勝1敗、防御率4.50、44奪三振を記録した。オフの11月6日にDFAとなった。

### レイズ時代
2023年11月10日にウェイバー公示を経てタンパベイ・レイズへ移籍した。
2024年は23試合に登板して6勝5敗、防御率5.10、自己最多となる90奪三振を記録した。オフの11月22日にノンテンダーFAとなった。

### ブルワーズ時代
2025年2月12日にミルウォーキー・ブルワーズと1年総額100万ドルプラス出来高で契約を結んだ。開幕後は21試合に登板（うち4試合は先発）したものの、3勝5敗1セーブ1ホールドの成績で6月1日にホセ・キンタナの復帰に伴ってDFA、6月6日に自由契約となった。

### ホワイトソックス時代
2025年6月8日にシカゴ・ホワイトソックスと契約を結んだ。契約後、同月5日に15日間の故障者リストに入ったジャレッド・シュスターの代役としてアクティブ・ロースター入りし、同日に行われたカンザスシティ・ロイヤルズ戦 (レート・フィールド)に先発したマイク・バシルの後を受けて2番手として登板したが3回を投げて、1失点の内容で敗戦投手となった。

## 選手としての特徴
最速93.5mph（約150.5km/h）の速球にカーブ、スライダー、チェンジアップを交える。

## 詳細情報

### 年度別投手成績
| 年 度    | 球 団    | 登 板 | 先 発 | 完 投 | 完 封 | 無 四 球 | 勝 利 | 敗 戦 | セ 丨 ブ | ホ 丨 ル ド | 勝 率 | 打 者 | 投 球 回 | 被 安 打 | 被 本 塁 打 | 与 四 球 | 敬 遠 | 与 死 球 | 奪 三 振 | 暴 投 | ボ 丨 ク | 失 点 | 自 責 点 | 防 御 率 | W H I P |
| -------- | -------- | ----- | ----- | ----- | ----- | -------- | ----- | ----- | -------- | ----------- | ----- | ----- | -------- | -------- | ----------- | -------- | ----- | -------- | -------- | ----- | -------- | ----- | -------- | -------- | ------- |
| 2019     | DET      | 13    | 8     | 0     | 0     | 0        | 1     | 4     | 0        | 0           | .200  | 235   | 53.2     | 68       | 9           | 7        | 0     | 2        | 47       | 1     | 0        | 30    | 29       | 4.86     | 1.40    |
| 2020     | DET      | 14    | 2     | 0     | 0     | 0        | 2     | 3     | 0        | 0           | .400  | 152   | 36.1     | 39       | 8           | 9        | 0     | 4        | 34       | 0     | 0        | 16    | 16       | 3.96     | 1.32    |
| 2021     | DET      | 41    | 15    | 0     | 0     | 0        | 2     | 4     | 0        | 3           | .333  | 451   | 106.1    | 106      | 16          | 28       | 0     | 4        | 87       | 2     | 0        | 47    | 45       | 3.81     | 1.26    |
| 2022     | DET      | 27    | 17    | 0     | 0     | 0        | 4     | 11    | 0        | 1           | .267  | 427   | 101.0    | 108      | 18          | 25       | 1     | 1        | 61       | 0     | 0        | 58    | 54       | 4.81     | 1.32    |
| 2023     | DET      | 25    | 1     | 0     | 0     | 0        | 2     | 1     | 0        | 2           | .667  | 181   | 44.0     | 44       | 8           | 5        | 0     | 2        | 44       | 0     | 0        | 25    | 22       | 4.50     | 1.11    |
| 2024     | TB       | 23    | 9     | 0     | 0     | 0        | 6     | 5     | 0        | 0           | .545  | 455   | 107.2    | 110      | 23          | 24       | 1     | 5        | 90       | 0     | 0        | 61    | 61       | 5.10     | 1.24    |
| 2025     | MIL      | 21    | 4     | 0     | 0     | 0        | 3     | 5     | 1        | 1           | .375  | 164   | 36.1     | 42       | 3           | 12       | 0     | 1        | 30       | 0     | 1        | 31    | 25       | 6.19     | 1.49    |
| MLB：6年 | MLB：6年 | 143   | 52    | 0     | 0     | 0        | 17    | 28    | 0        | 6           | .378  | 1901  | 449.0    | 475      | 82          | 98       | 2     | 18       | 363      | 3     | 0        | 237   | 227      | 4.55     | 1.28    |

- 2024年度シーズン終了時

### 年度別守備成績
| 年 度 | 球 団 | 投手（P） | 投手（P） | 投手（P） | 投手（P） | 投手（P） | 投手（P） |
| 年 度 | 球 団 | 試 合     | 刺 殺     | 補 殺     | 失 策     | 併 殺     | 守 備 率  |
| ----- | ----- | --------- | --------- | --------- | --------- | --------- | --------- |
| 2019  | DET   | 13        | 2         | 2         | 0         | 0         | 1.000     |
| 2020  | DET   | 14        | 1         | 7         | 0         | 1         | 1.000     |
| 2021  | DET   | 41        | 2         | 6         | 0         | 0         | 1.000     |
| 2022  | DET   | 27        | 2         | 7         | 1         | 0         | .900      |
| 2023  | DET   | 25        | 1         | 1         | 0         | 0         | 1.000     |
| 2024  | TB    | 23        | 6         | 8         | 1         | 0         | .933      |
| MLB   | MLB   | 143       | 14        | 31        | 2         | 1         | .957      |

- 2024年度シーズン終了時

### 背番号
- 70（2019年 - 2023年、2025年6月8日 - ）
- 14（2024年）
- 33（2025年 - 同年5月31日）